# Neoterebra colombiensis
Neoterebra colombiensis é uma espécie de gastrópode do gênero Neoterebra, pertencente a família Terebridae.